# Voie navigable Volga-Baltique

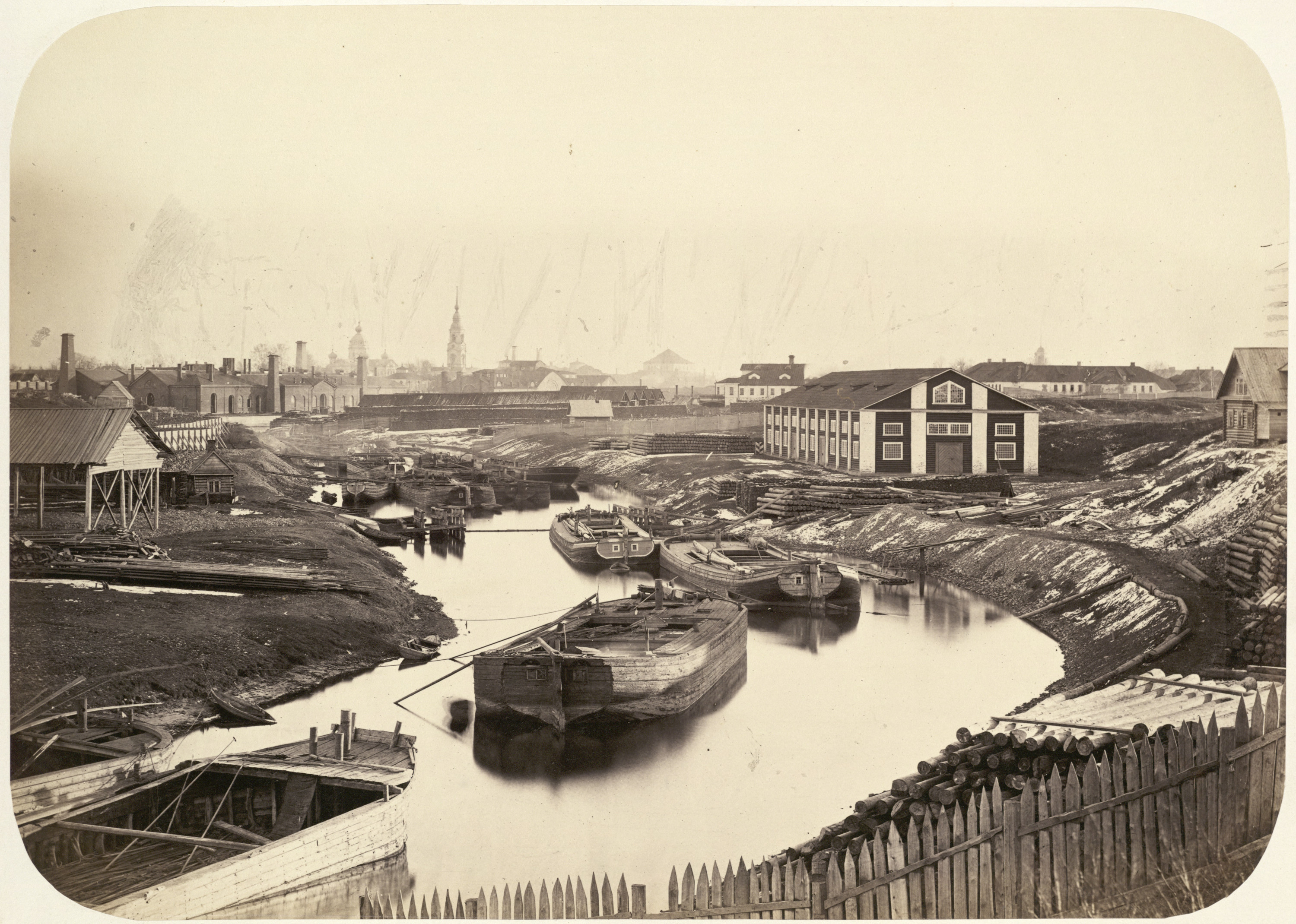
Un canal de Saint-Pétersbourg entre 1864 et 1868.

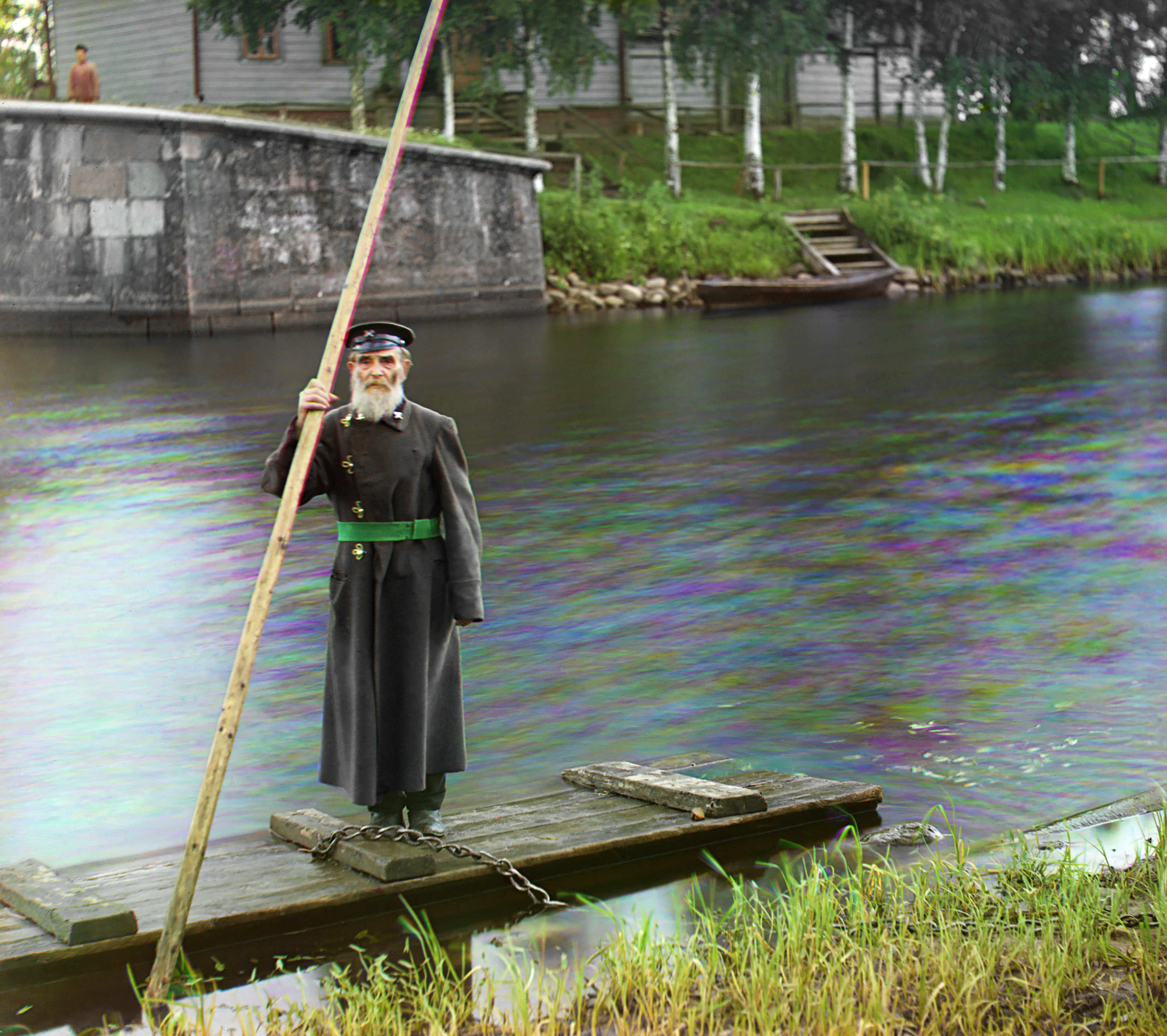
Un employé surveillant un barrage dans le système de Mariinsk vers 1910. Photographie de Sergueï Prokoudine-Gorski.

La voie navigable Volga-Baltique (en russe : Волго-Балтийский водный путь, Volgo-Baltiïski vodny pout), autrefois appelée système de canal Mariinsk (en russe : Мариинская водная система, Mariinskaïa vodnaïa sistema), est un ensemble de cours d'eau, de lacs et de canaux du nord-ouest de la Russie, qui relie la Volga à la mer Baltique faisant partie du système des Cinq-Mers, officiellement le réseau unifié de voies navigables de grande profondeur en Russie d'Europe.
Sa longueur totale, de Tcherepovets au lac Onega est de 368 km. Réalisé au début du XIXe siècle, le système a été reconstruit dans les années 1960 afin d’accueillir des bateaux de plus fort tonnage.

## Histoire
Après que Pierre le Grand eut arraché le golfe de Finlande à la Suède, il devint nécessaire d'assurer la sécurité du transport fluvial avec la Russie intérieure. C'était l'objectif du premier système de canal de Vichni-Volotchok, achevé en 1709. Il fut suivi par l'ambitieux projet du canal Ladoga.
Sous le tsar Alexandre Ier, la voie navigable traditionnelle passant à Vychni Volotchek fut complétée par le canal Tikhvine (1811) et le système de canal de Mariinsk (1810), qui devint le plus fréquenté des trois.
Le système de canal Mariinsk était une réalisation hydrotechnique remarquable du début du XIXe siècle, qui s'avéra d'une importance vitale pour l'économie nationale russe. Le système démarrait à Rybinsk et empruntait la rivière Cheksna, le lac Beloïe, la rivière Kovja, le canal artificiel Novomariinski et la rivière Vytegra jusqu'au lac Onega. Ensuite, les bateaux naviguaient sur la rivière Svir, le lac Ladoga et enfin la Neva jusqu'au golfe de Finlande.
Le canal de la Dvina septentrionale fut ouvert au trafic en 1829. Il reliait la rivière Cheksna, un affluent de la Volga, à la Dvina septentrionale par le lac Koubenskoïe et aboutissait à la mer Blanche. Au cours des décennies suivantes, le système fut encore étendu. À la fin du XIXe siècle, trois nouveaux canaux, Belozerski, Onejski et Novoladojski, furent mis en service ; ils permettaient à des embarcations plus petites de contourner les eaux dangereuses des trois grands lacs (Beloïe, Onega et Ladoga).
Une autre liaison fut ouverte dans les années 1930 : le sinistre canal de la mer Blanche, construit par des prisonniers du Goulag entre le lac Onega et la mer Blanche, au prix de terribles souffrances humaines.
À l'époque soviétique, le système de canal de Mariinsk a constamment été amélioré. Deux écluses furent aménagées sur la rivière Svir (en 1936 et 1952), et trois écluses sur la rivière Cheksna. La voie navigable Volga-Baltique fut considérablement transformée par des travaux réalisés de 1960 à 1964. Le 5 juin 1964 fut inaugurée la nouvelle voie navigable Volga-Baltique : 39 vieilles écluses en bois avaient été remplacées par sept nouvelles écluses. Les dimensions minimum des écluses sont de 210 m de longueur, 17,6 m de largeur et 4,2 m de profondeur, ce qui permet la navigation de bateaux d'un tonnage pouvant atteindre 5 000 tonnes. Passant directement par les grands lacs au lieu d'emprunter les canaux de contournement, les bateaux ne mettent plus que deux ou trois jours pour relier Tcherepovets à Saint-Pétersbourg au lieu de dix à quinze jours auparavant.

## Situation actuelle

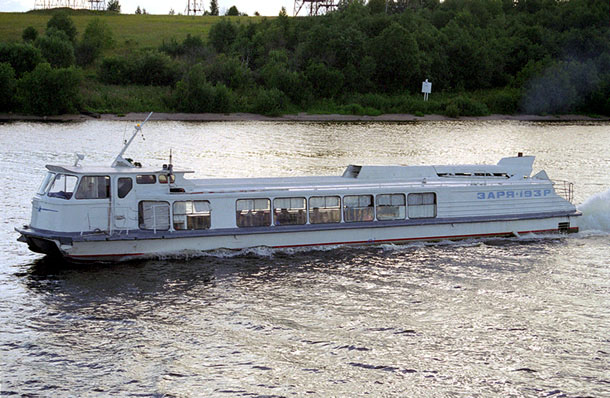
Le Zaria 193R sur la Cheksna à Tcherepovets.

Le canal est activement utilisé pour l'exportation du pétrole et du bois d'œuvre mais aussi pour le tourisme fluvial. Selon le Conseil maritime (Morskaïa Kolleguiia) du gouvernement russe, 17,6 millions de tonnes de fret ont emprunté la voie navigable Volga-Baltique en 2004, ce qui est très proche de sa capacité maximale. L'écluse de la Basse-Svir est l'une des deux écluses les plus actives de toutes les voies navigables russes (l'autre étant l'écluse de Kotchetov sur le cours inférieur du Don).
La voie navigable a souffert d'un entretien réduit, en particulier, selon un article du journal Gudok  en septembre 2006, aucun dragage n'a été effectué entre 1999 et 2006. Faute de dragage, la profondeur a été réduite de 4 m à 3,5 m et la largeur utile de 80 à 25 m. Dès lors, seuls des bateaux de moins de 4 000 tonnes peuvent l'emprunter et la durée du trajet est passée de trois à sept jours. Les écluses exigent également des travaux d'entretien.

## Source
- (en) Cet article est partiellement ou en totalité issu de l’article de Wikipédia en anglais intitulé « Volga–Baltic Waterway » (voir la liste des auteurs).